# Motocyklowe Grand Prix Katalonii 1996
Motocyklowe Grand Prix Katalonii 1996 – pierwsze w historii GP w Katalonii i siódma eliminacja Motocyklowych Mistrzostw Świata, rozegrana 13 - 15 września 1996 na torze Circuit de Catalunya w Barcelonie.